# Гретценбах
Гретценбах (нем. Gretzenbach) — коммуна в Швейцарии, в кантоне Золотурн. 
Входит в состав округа Ольтен. Население составляет 2461 человек (на 31 декабря 2007 года). Официальный код — 2576.